# Biserica din Maierii Sibiului
Biserica din Maierii Sibiului cu hramul Sfântului Luca, cunoscută și ca Biserica Sf. Luca din Maierii Sibiului, este un lăcaș de cult ortodox construit în cartierul Terezian al Sibiului în anul 1791 pe un teren care a fost achiziționat în 1782 de episcopul Ghedeon Nichitici. Această biserică este astăzi, cel mai vechi edificiu de cult ortodox din Sibiu. Mai veche ca ea, a fost Biserica din Groapă, construită în 1789, care a fost demolată în 1793 și reconstruită pe același amplasament în perioada 1802-1803 de Constantin Hagi Popp. Așa cum rezultă din înscrisul pisaniei edificiului, construcția bisericii a fost terminată în timpul episcopiei lui Gherasim Adamovici. Planul construcției este de navă, care are absida semicirculară și un turn în partea de vest. Edificiul este catalogat ca monument istoric cu codul  SB-II-m-B-12088.
Pictura veche s-a păstrat doar pe cafas și iconostas. Ea a fost restaurată de pictorul Arutin Avachian în 1972. Pictura de astăzi aparține pictorului Nicolae Stoica din București.

## Istoricul de edificare a bisericii

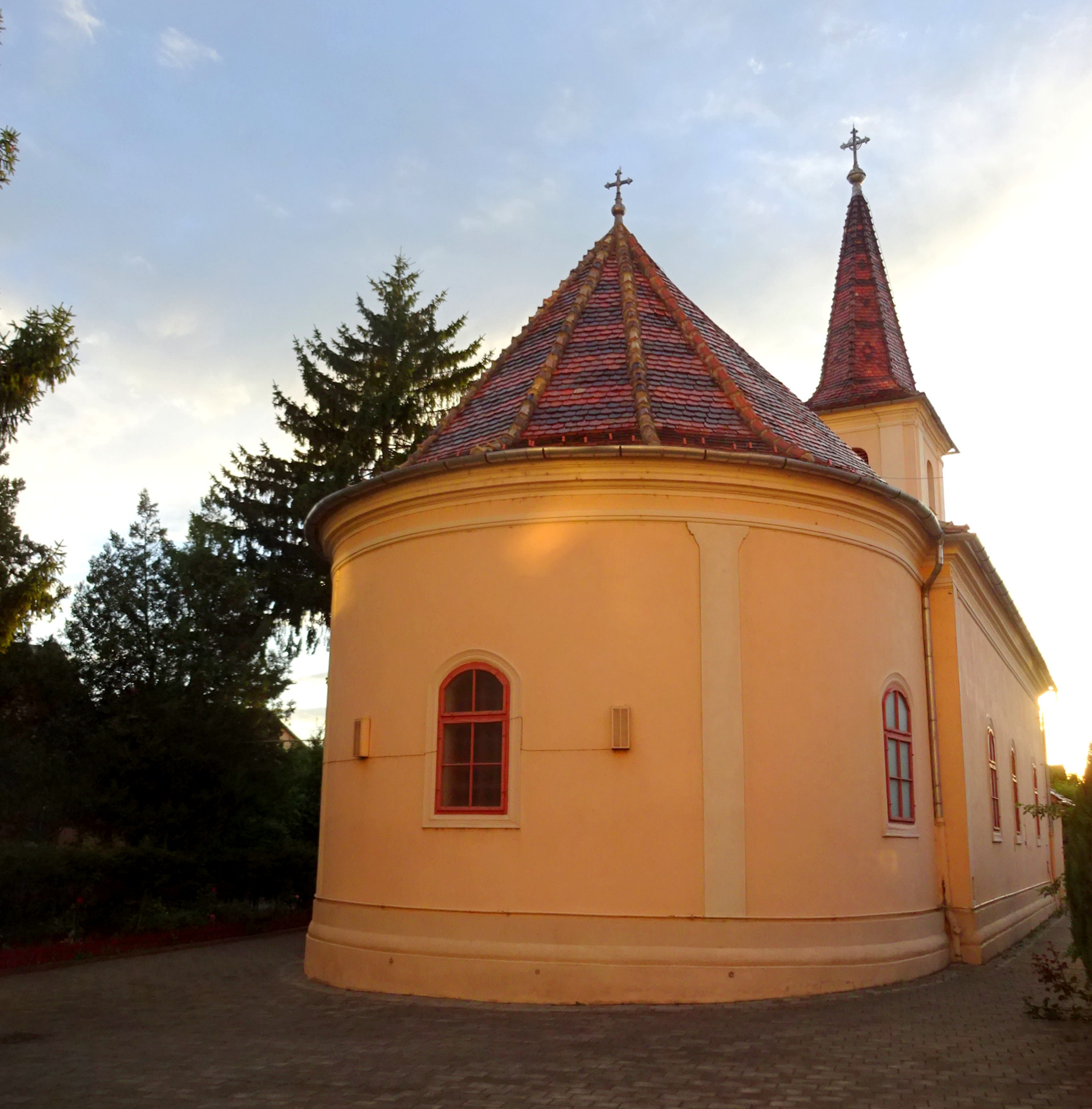
Biserica din Maierii Sibiului (august 2023)

Biserica din Maierii Sibiului s-a încadrat și ea în mișcarea generală de construire a edificiilor de cult din Transilvania ca urmare a promulgării Edictului Iozefin de toleranță religioasă din 8 noiembrie 1781, precum și a rescriptului asupra concivilității din 22 martie 1781. După zece ani de la legiferare, în 1791, a fost zidită în Mărierimea Sibiului, în partea dinspre Poarta Turnului, biserica actuală cu hramul Sfântului Luca evanghelistul. Ea a fost cea a doua biserică românească construită în acel cartier mărginaș al Sibiului, din afara zidurilor cetății, după cea greco-catolică, știută cu numele de Biserica dintre Brazi, ridicată în fața Porții Turnului în perioada 1778-1783. Turnul clopotniță al acesteia, a fost edificat ulterior în 1788. 
Biserica Sf. Luca a fost cea de a doua biserică ortodoxă din Sibiu. În anul 1789, văduva lui Hagi Petru Luca, membru la Compania grecească de negoț al orașului, a ctitorit în suburbia Iozefină, așa numita Biserică din Groapă. Din cauza unor cutremure din 5 aprilie și 8 decembrie 1793, Biserica din Groapă a fost demolată și reconstruită de la zero, așa cum se poate vedea și astăzi, de către negustorul Hagi Constantin Popp, ginerele hagiței.
Sursa de documentare principală care ar fi putut fi consultată, pentru a afla istoria Bisericii Sf. Luca, este reședința episcopală din Sibiu. Din păcate, toată colecția de documente din perioada celei de a doua jumătăți a secolului al XVIII-lea, a fost distrusă din cauza devastărilor care s-au făcut în timpul Revoluției din 1848 și mai apoi, când a fost incendiată în martie 1849, în timpul luptelor dintre revoluționarii maghiari și armata imperială. Reconstituirea documentară este astfel demonstrată, ca fiind imposibilă. Din aceste motive, Nicolae Iorga, care a vizitat la începutul secolului al XX-lea bisericile vechi din Mărginimea Sibiului unde existau inscripții și pisanii, note în cărți bisericești sau documente originale, nu a putut face vreo referire despre Biserica ortodoxă din Maierii Sibiului.
Profesorul Ioan Lupaș, nu a consemnat decât o scurtă notă pe care a inclus-o într-un studiu despre viața românilor de la Sibiu din acea epocă. Însă, Lupaș a fost primul care a menționat textul care apare în pisania bisericii de pe balustrada cafasului.
Din cauza acestor împrejurări istorice, singurul care a făcut cercetări aprofundate asupra istoriei lăcașului de cult, a fost preotul Teodor Bodogae, care a făcut prima schiță monografică a bisericii. El a preluat în această lucrare, informații care apar în cronicile săsești ale timpului despre viața românilor care locuiau în orașul Sibiu.
Prima monografie a parohiei a fost publicată în 1993 de preotul Ioan Chioaru, slujitor al bisericii între 1937-1988. Cu toate acestea, nu există date inedite legate de istoria veche a edificiului.

## Situația socialo-economică și religioasă a românilor din Sibiu
Cercetările făcute de istorici de-a lungul timpului au evidențiat situația social-economică destul de precară în care-și duceau viața românii din Sibiu. Au fost menționate adesea dificultățile pe care le-au întâmpinat în afirmarea identității lor religioase și etnice, indiferent de religia de care au aparținut, chiar dacă ei au fost întotdeauna populația cea mai numeroasă, care activa în agricultură și în întreținerea livezilor și grădinilor din afara orașului, dincolo de extremitatea sudică a cetății Sibiului.  Majoritatea fermelor agricole care au existat pe parcursul secolului al XVIII-lea, au fost deținute de patriciatul săsesc, cum erau familiile Ehremburg, oficiul poștal - Meisterpost sau curtea măiereană - Spitalmeirhof. Arheologul Petre Beșliu Munteanu a evidențiat legătura dintre toponimul Spitals Mayrhoff, unde lucrau românii ca slugi, și cartierul locuit de români din afara zidului cetății Sibiului.
Preotul Teodor Bodogae a consemnat în monografia pe care a scris-o că „... în cursul secolelor al XV-lea și al XVI-lea, deși erau excluși de la dreptul de a cumpăra case... în orașul de jos”, locuiau în acest cartier de jos, cum i se spune și astăzi, câteva sute de români. Ca atare, încă înainte ca zona să primească statut de cartier al orașului, ân 1721, au fost conscrise aici 211 familii, majoritatea de români. Autoritățile orașului le percepeau un impozit funciar de 1180 florini.
Românilor din Măierime le-a fost permisă doar o formă rudimentară de organizare obștească sau religioasă, atâta timp cât nu li s-a recunoscut un statut de rezidenți permanenți. Cultul bisericesc se desfășura într-o capelă modestă, fără turn sau clopot. Acest fapt reiese și dintr-o plângere adresată de români magistratului sas al Sibiului din 31 martie 1872, prin care aceștia au solicitat dreptul de a-și amenaja un spațiu corespunzător unui număr mare de credincioși care participau la slujbele religioase. Ca urmare, în 1762, românii ortodocși au încheiat o înțelegere cu G. Fronius (?), prin care cel din urmă se angajase să pună la dispoziția lor o cameră din gospodăria lui, cu o suprafață mai mare pe care românii au acceptat-o pentru oficierea de slujbe. Din cauză că acel loc care li s-a dat, era la o distanță de 175 de pași de biserica românilor uniți și „... cimitirul era comun celor două parohii românești”, a trezit suspiciunea autorităților habsburgice, deoarece se înregistrau în acei ani reveniri masive la credința strămoșească a celor care trecuseră la Unire.

## Icoane pe lemn

Teodor Zugravul - icoane împărătești care au decorat tâmpla originală a bisericii (Colecţia de Artă bisericească a Arhiepiscopiei Sibiului)
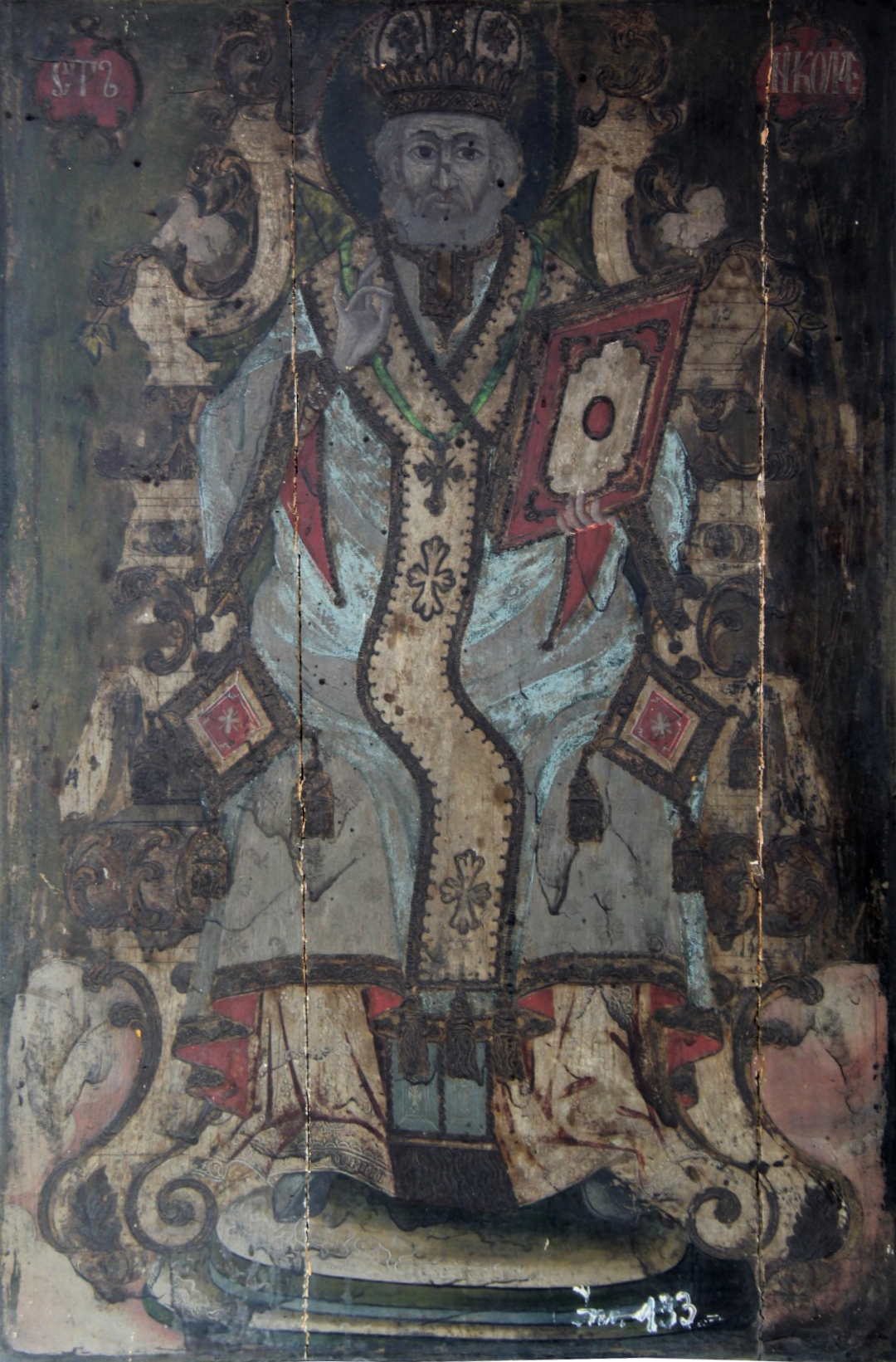
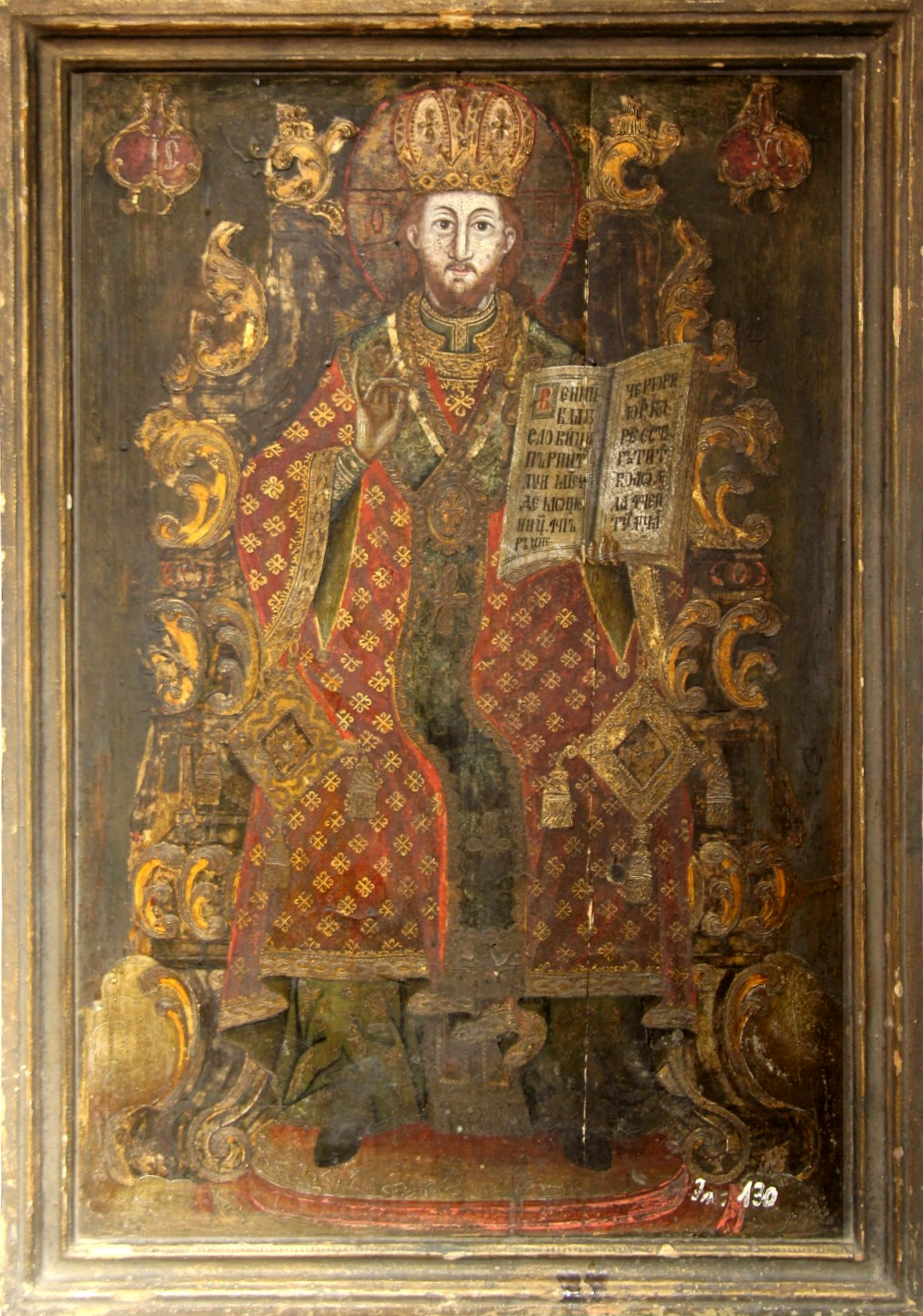
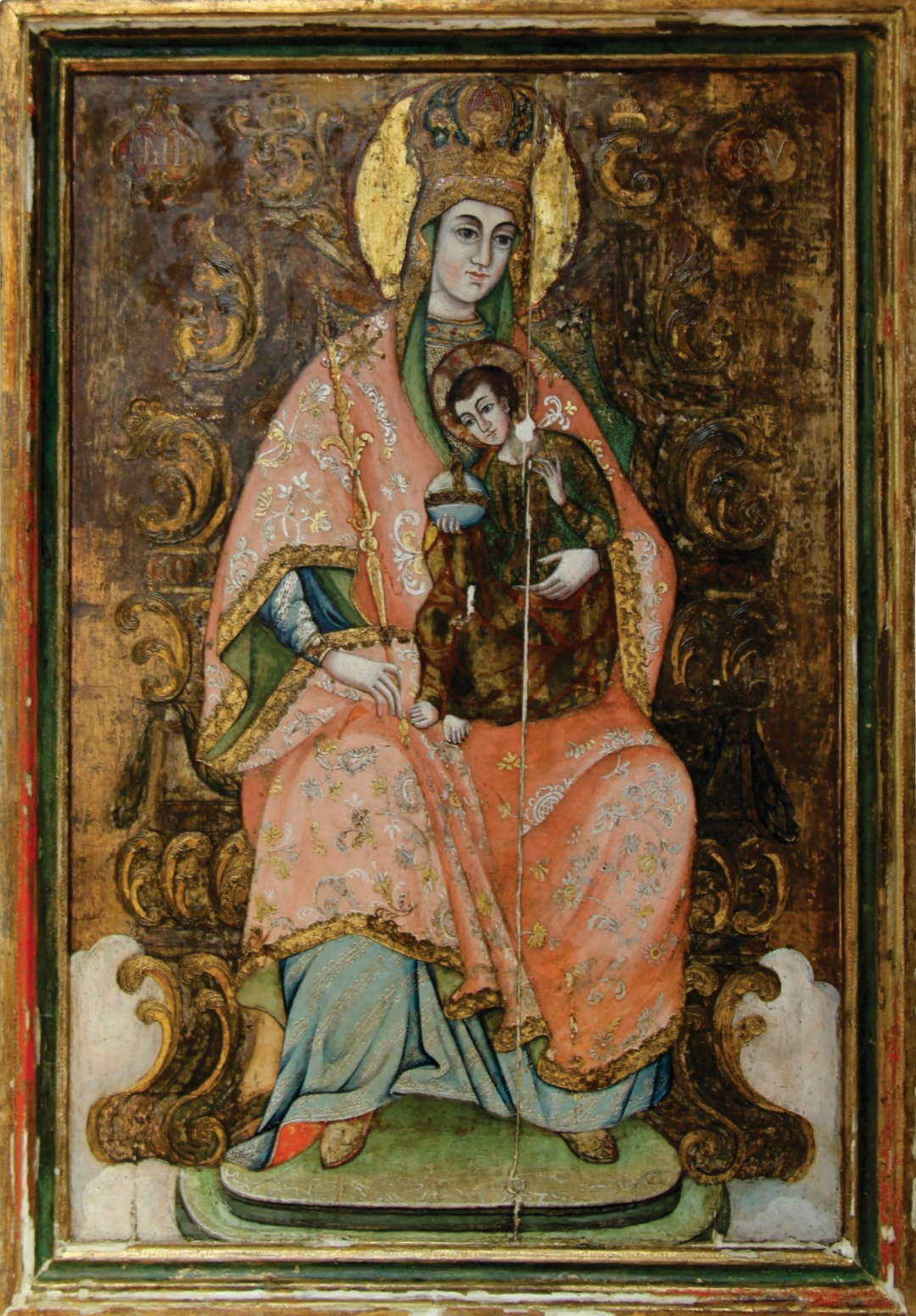
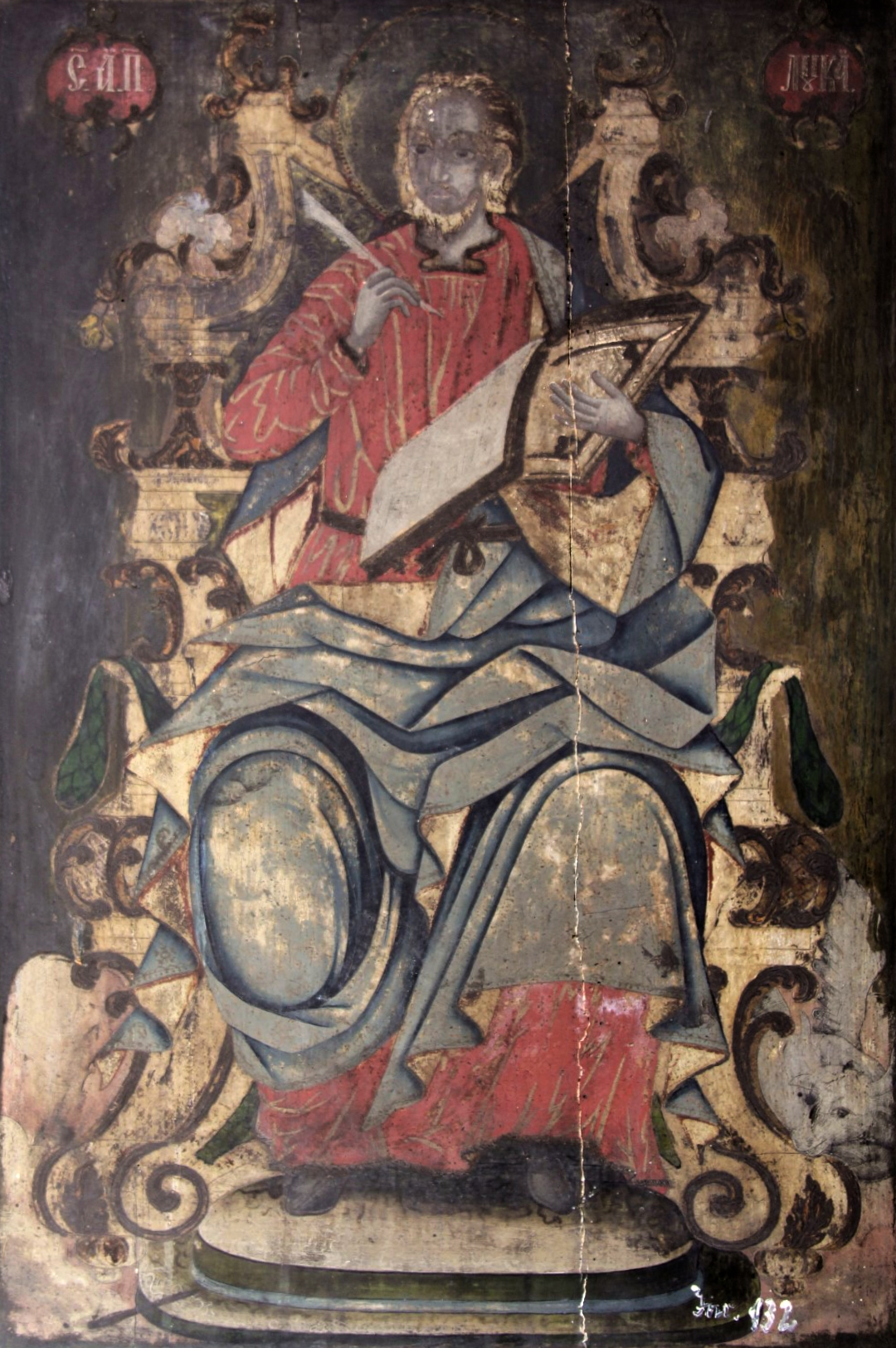

Teodor Zugravul (atribuire) - detalii ale icoanelor împărătești de mai sus
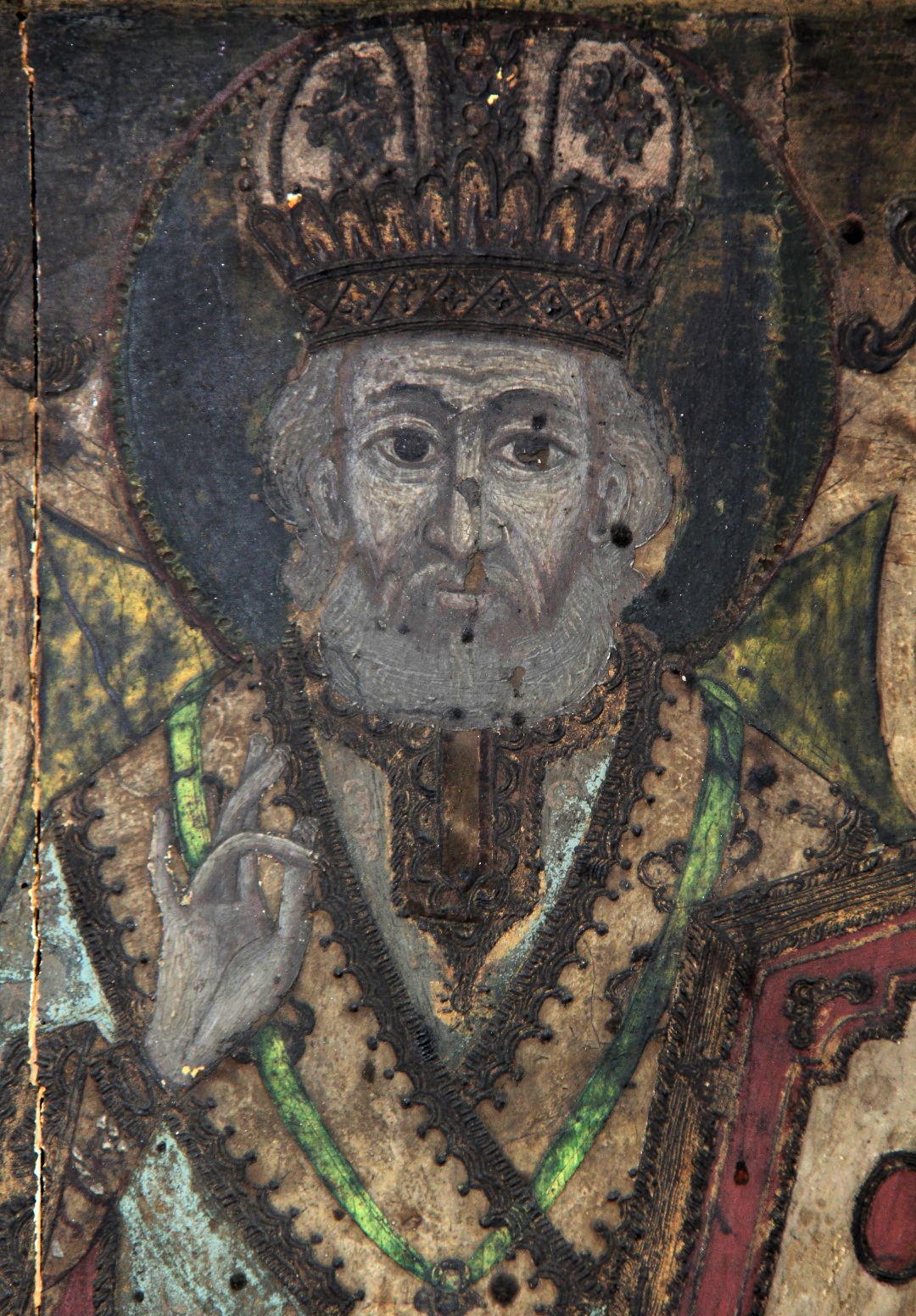
„Sf. Ierarh Nicolae”
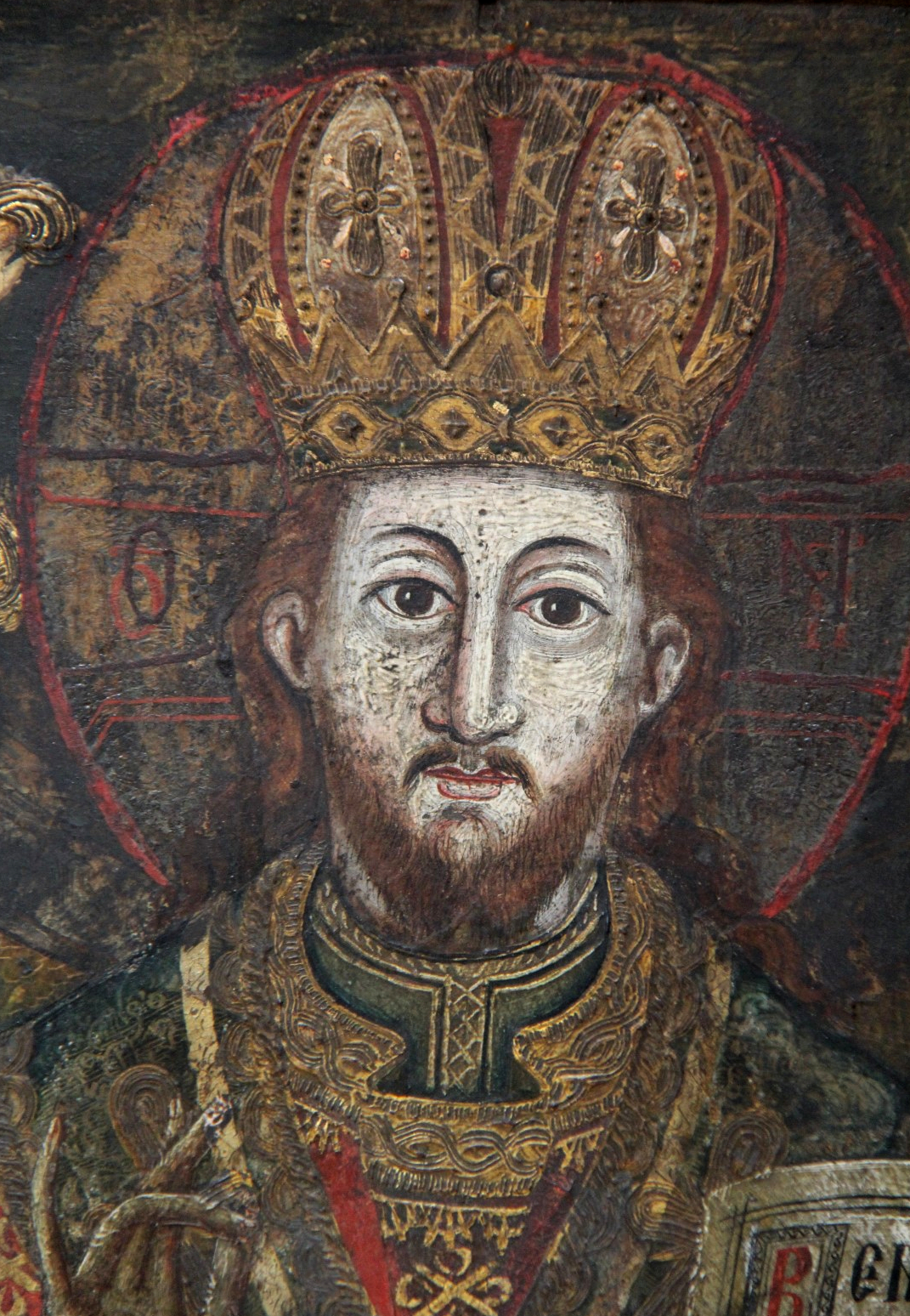
„Iisus Hristos Marele Arhiereu”
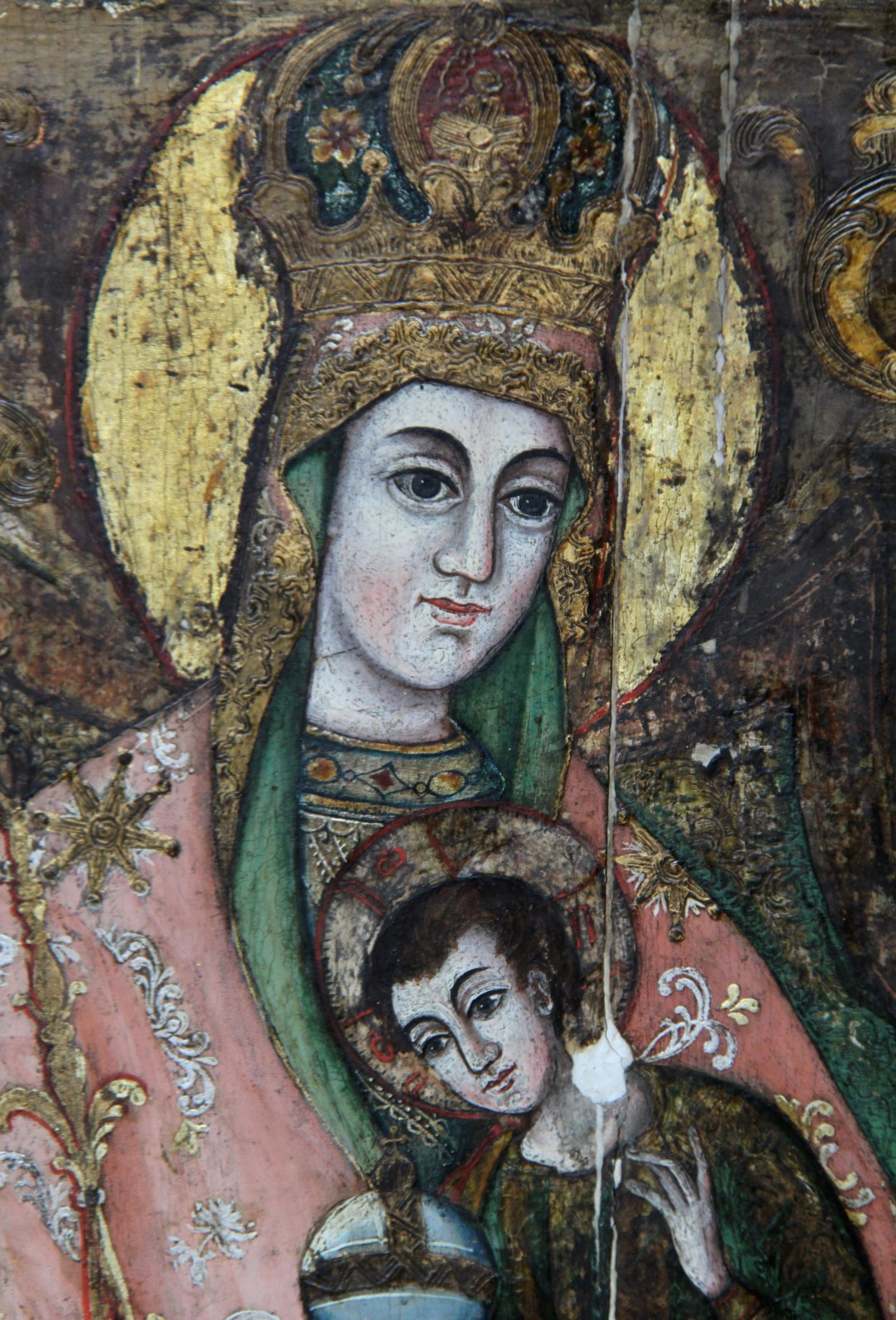
Maica Domnului cu Pruncul”
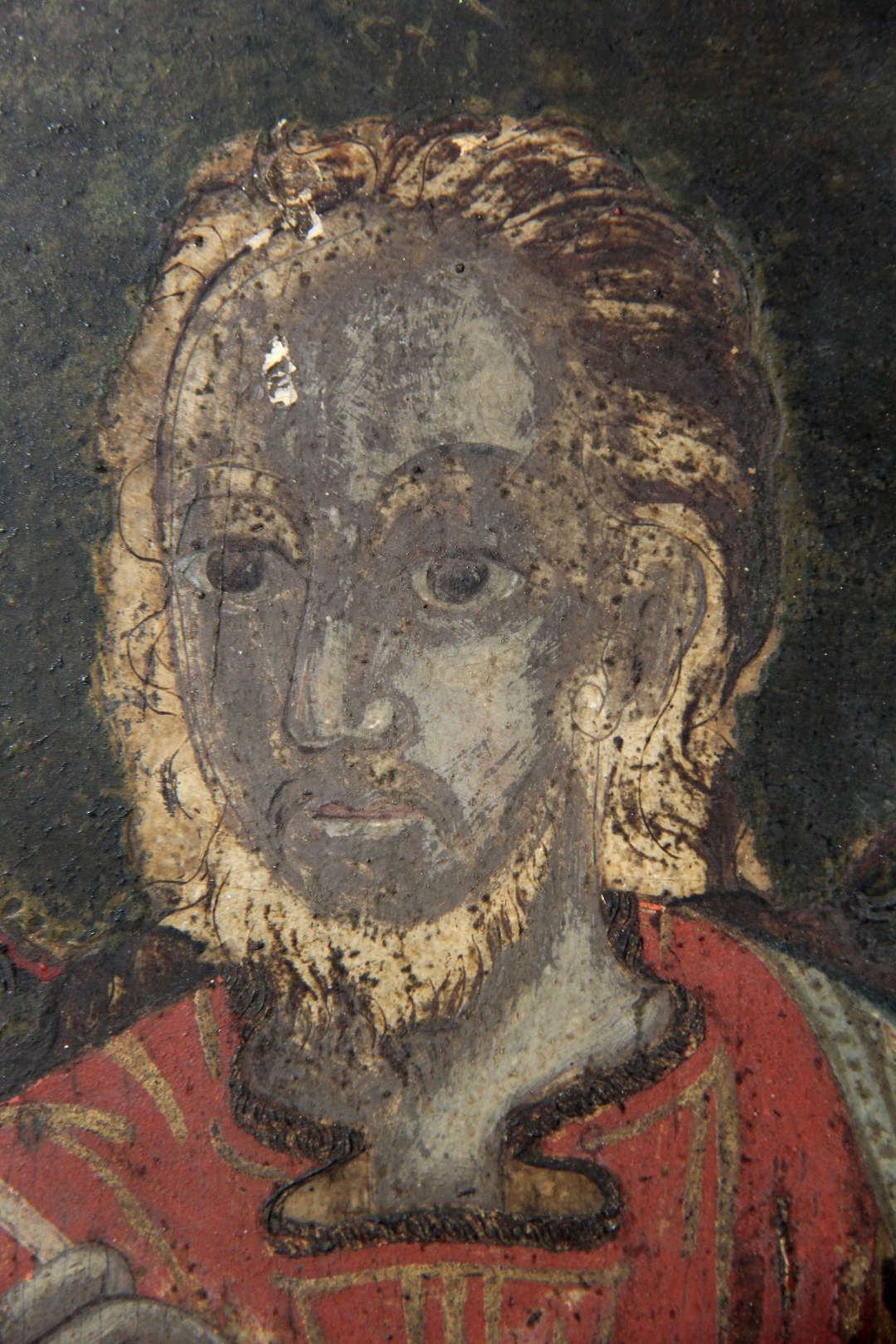
„Sf. Evanghelist Luca”

## Restaurări
- Biserica Sfântul Luca din Sibiu a fost renovată și resfințită în anul 1938. Aici este înmormântat episcopul Gherasim Adamovici (episcop ortodox al Transilvaniei între anii 1789-1796).
- Pictura a fost restaurată de pictorul Arutin Avachian în 1972. Pictura de astăzi aparține pictorului Nicolae Stoica din București.[2][3]
- Tâmpla bisericii a fost redecorată de pictorul Dimitrie Kabadaief (1877-1934).[8]

## Imagini din exterior

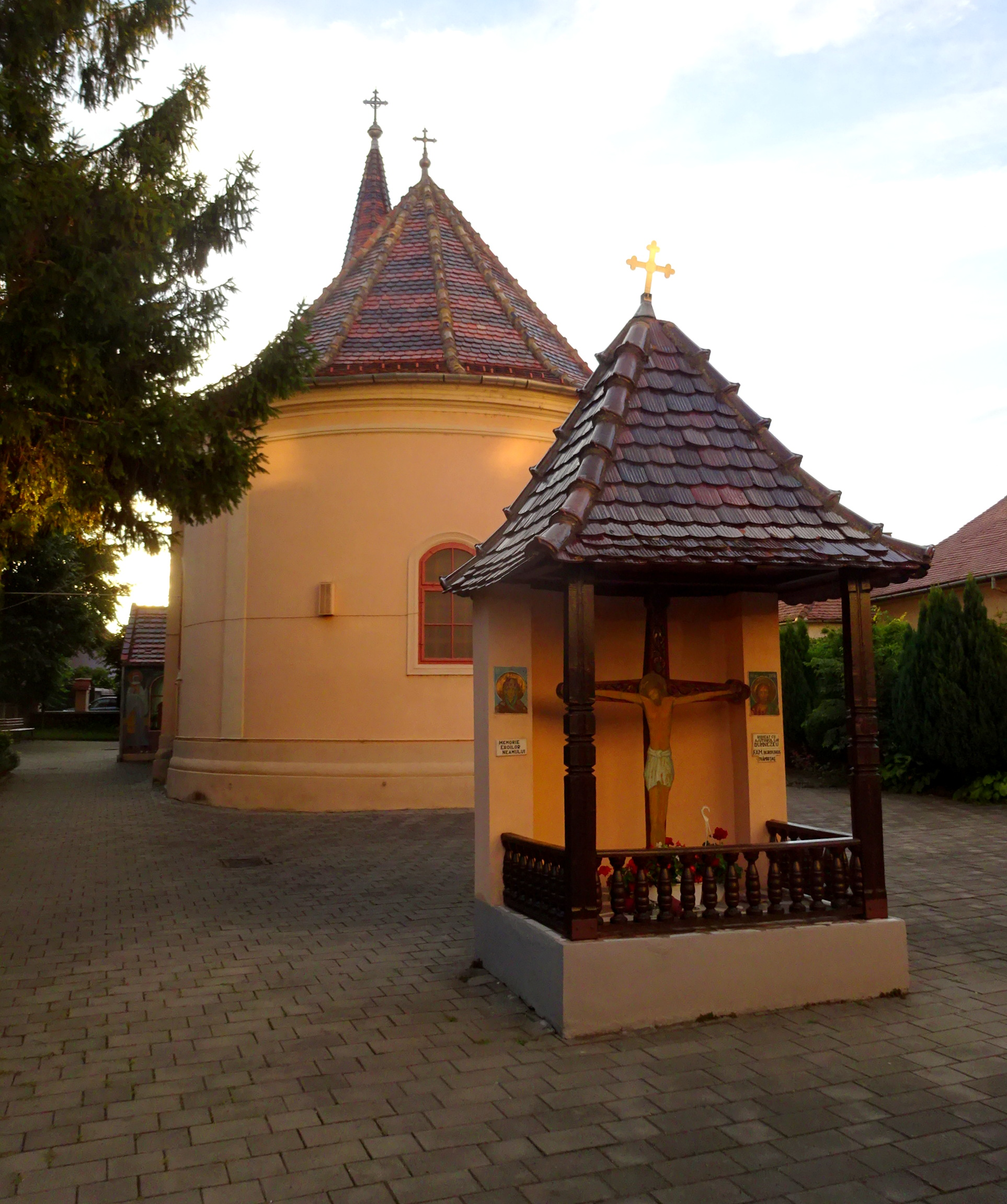
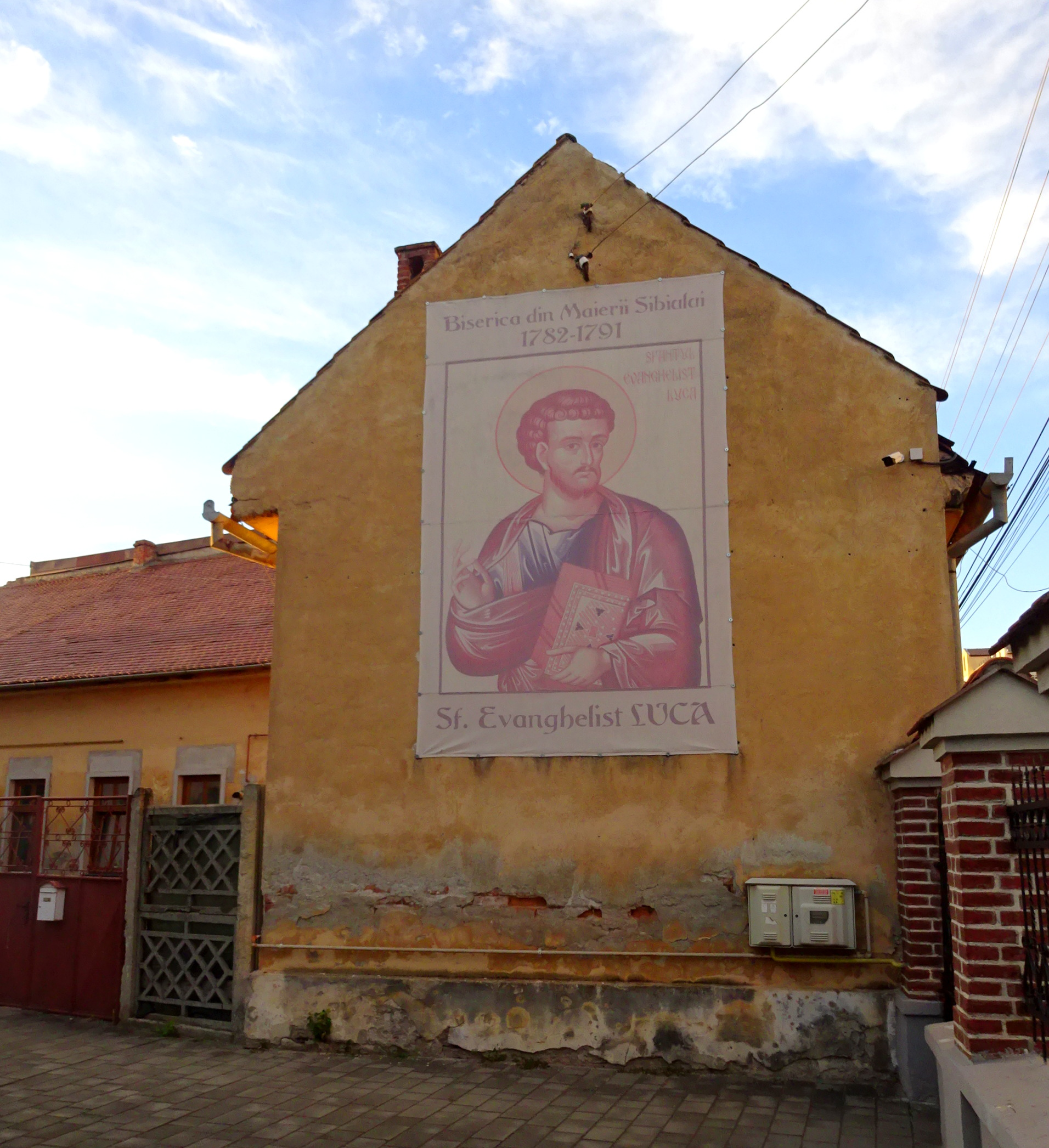
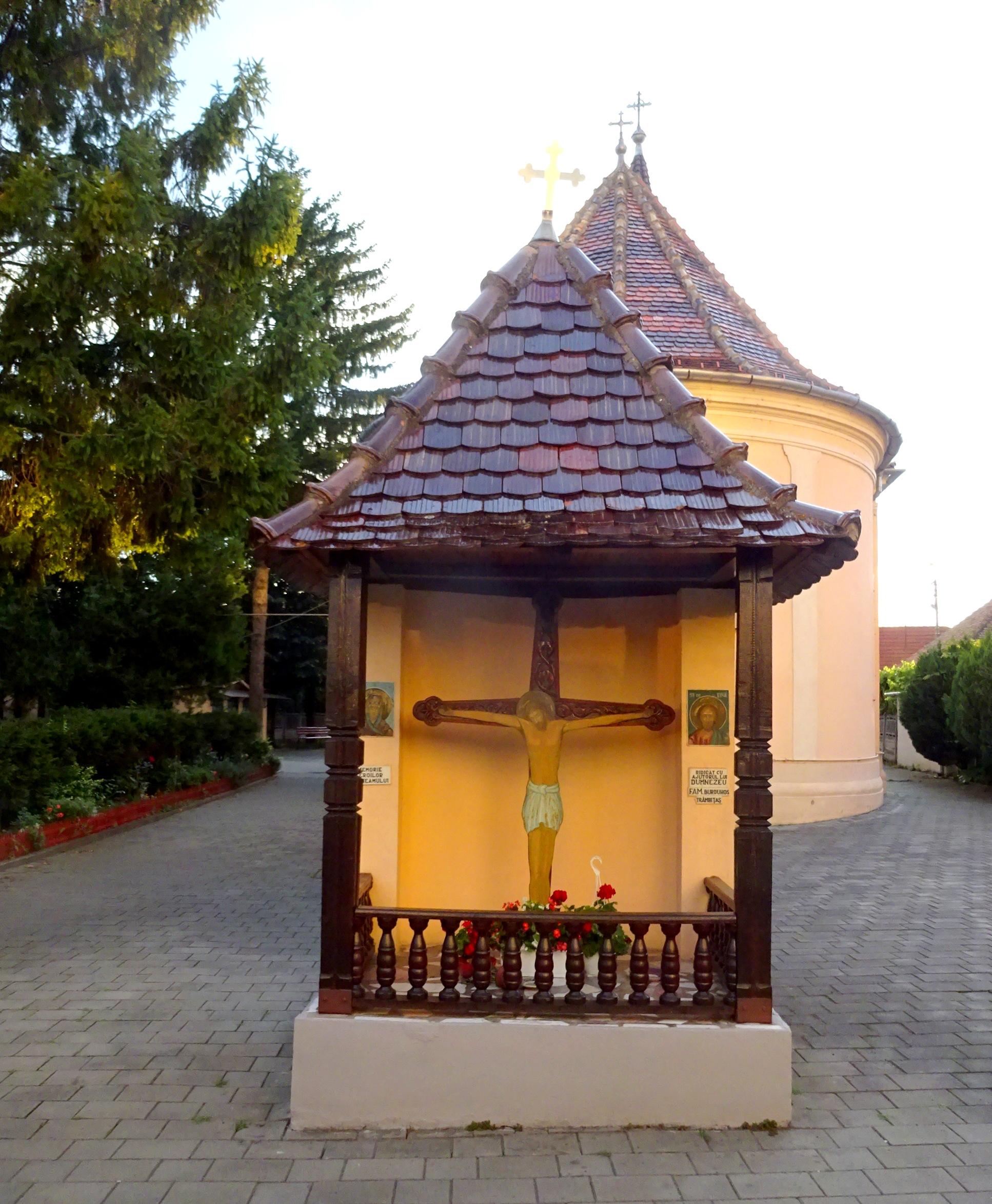
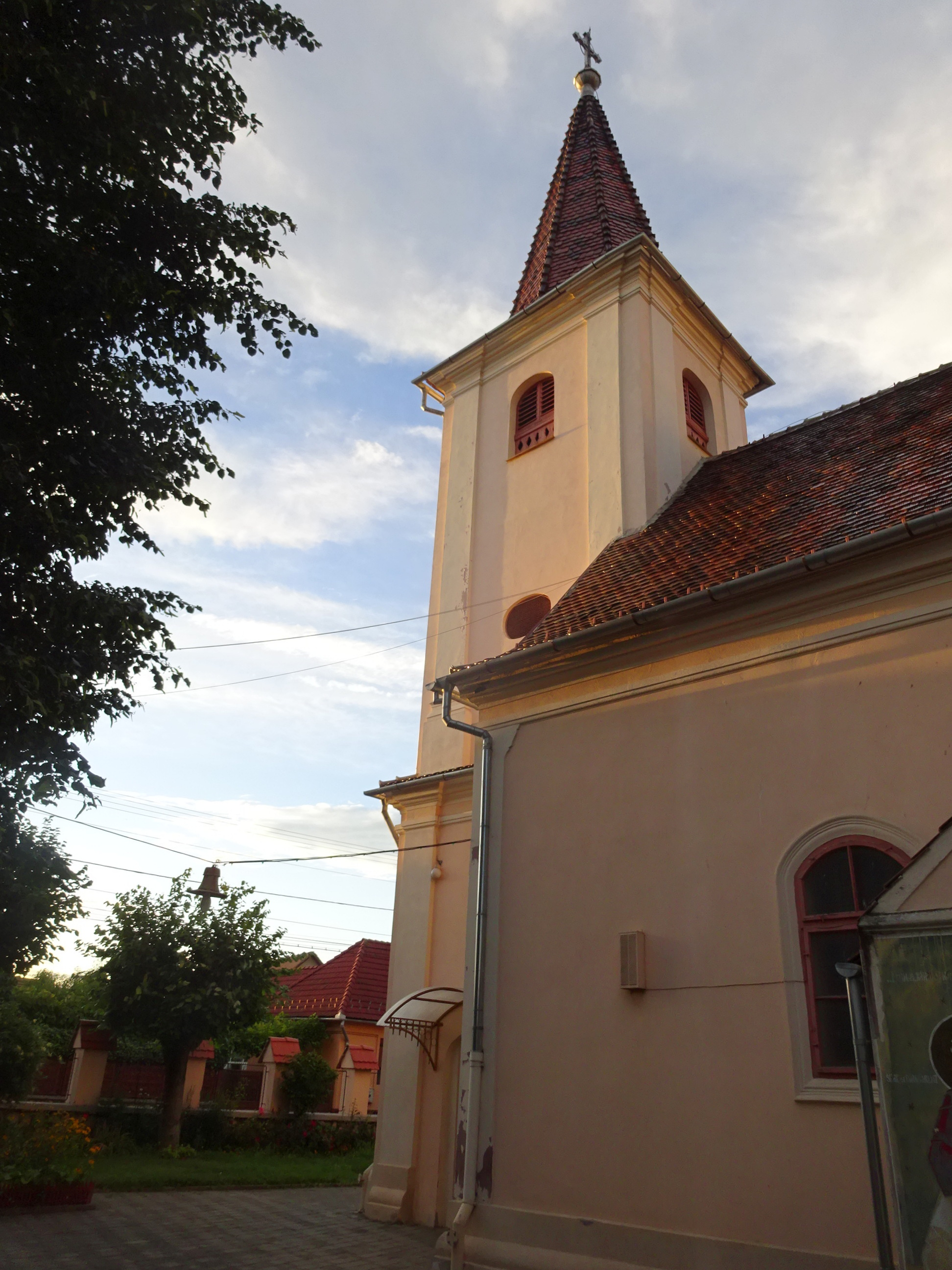
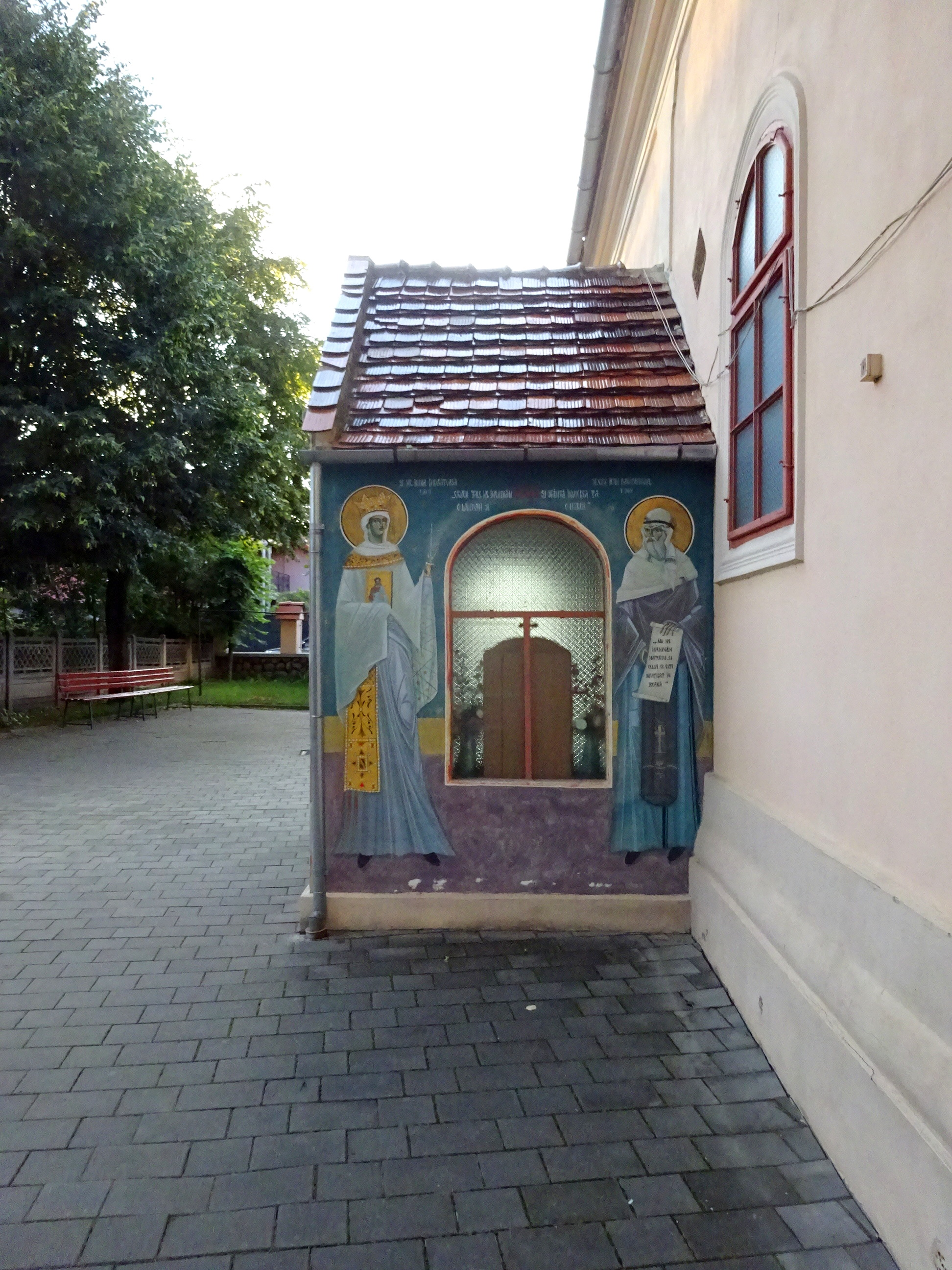
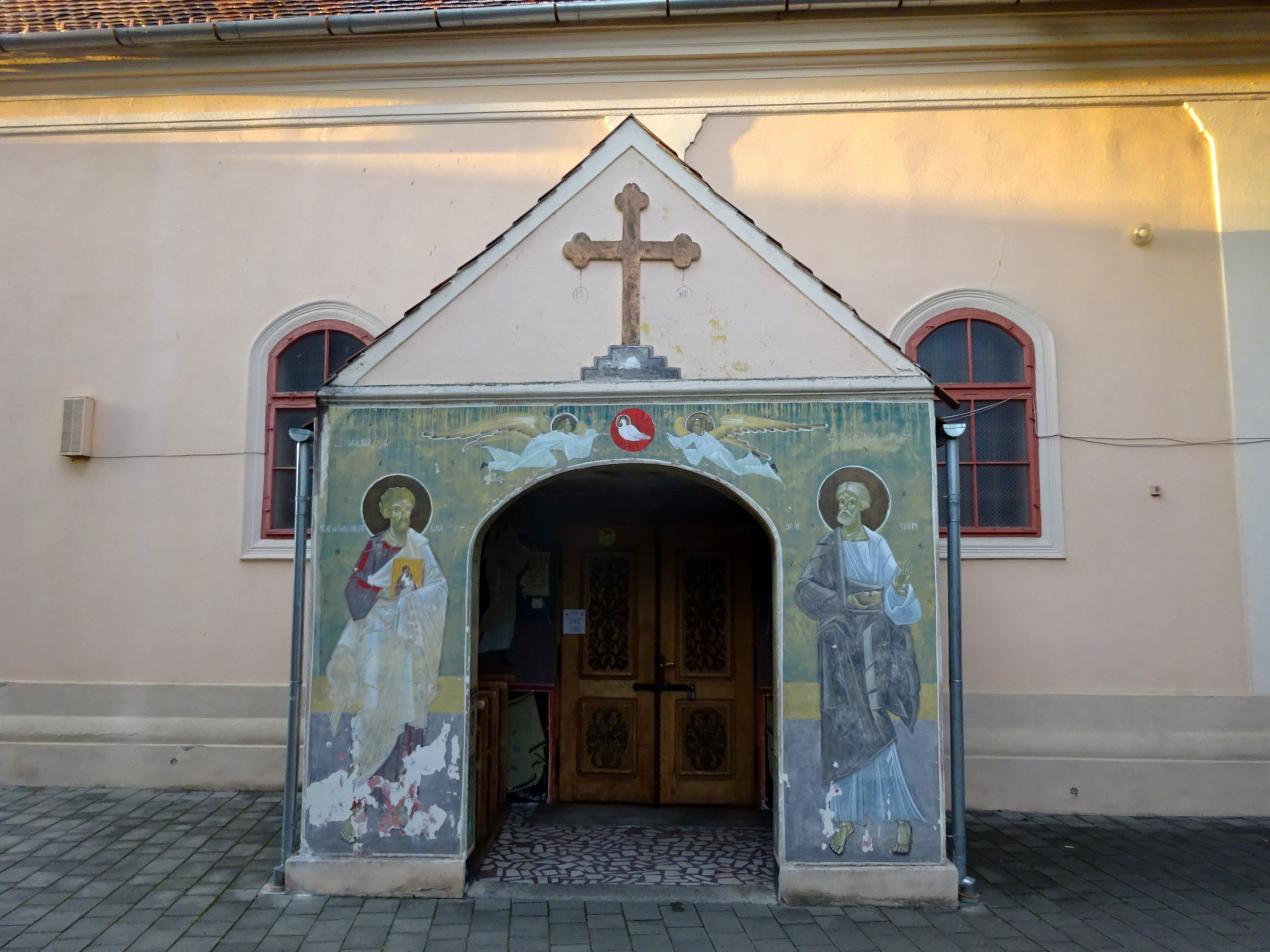
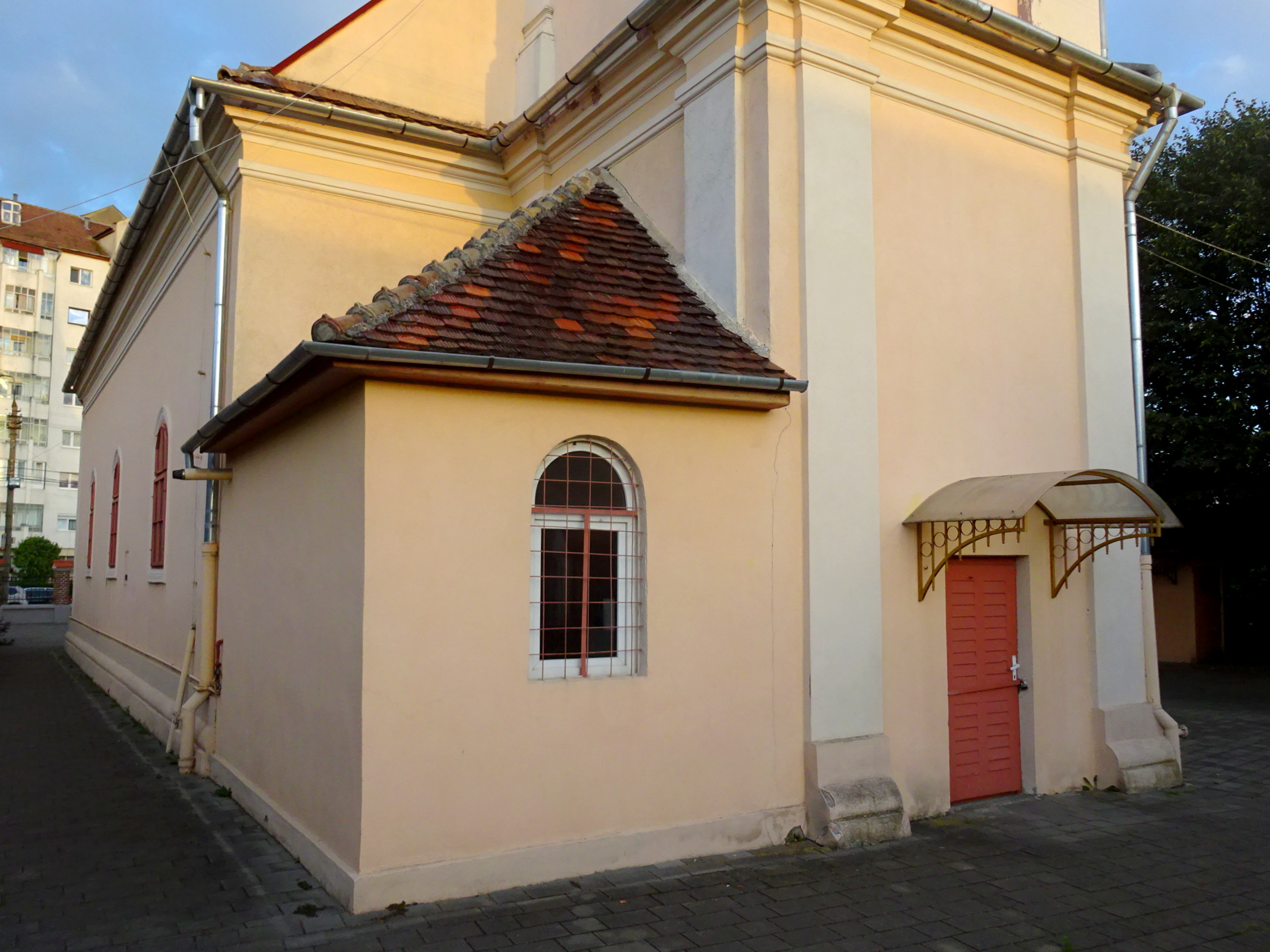
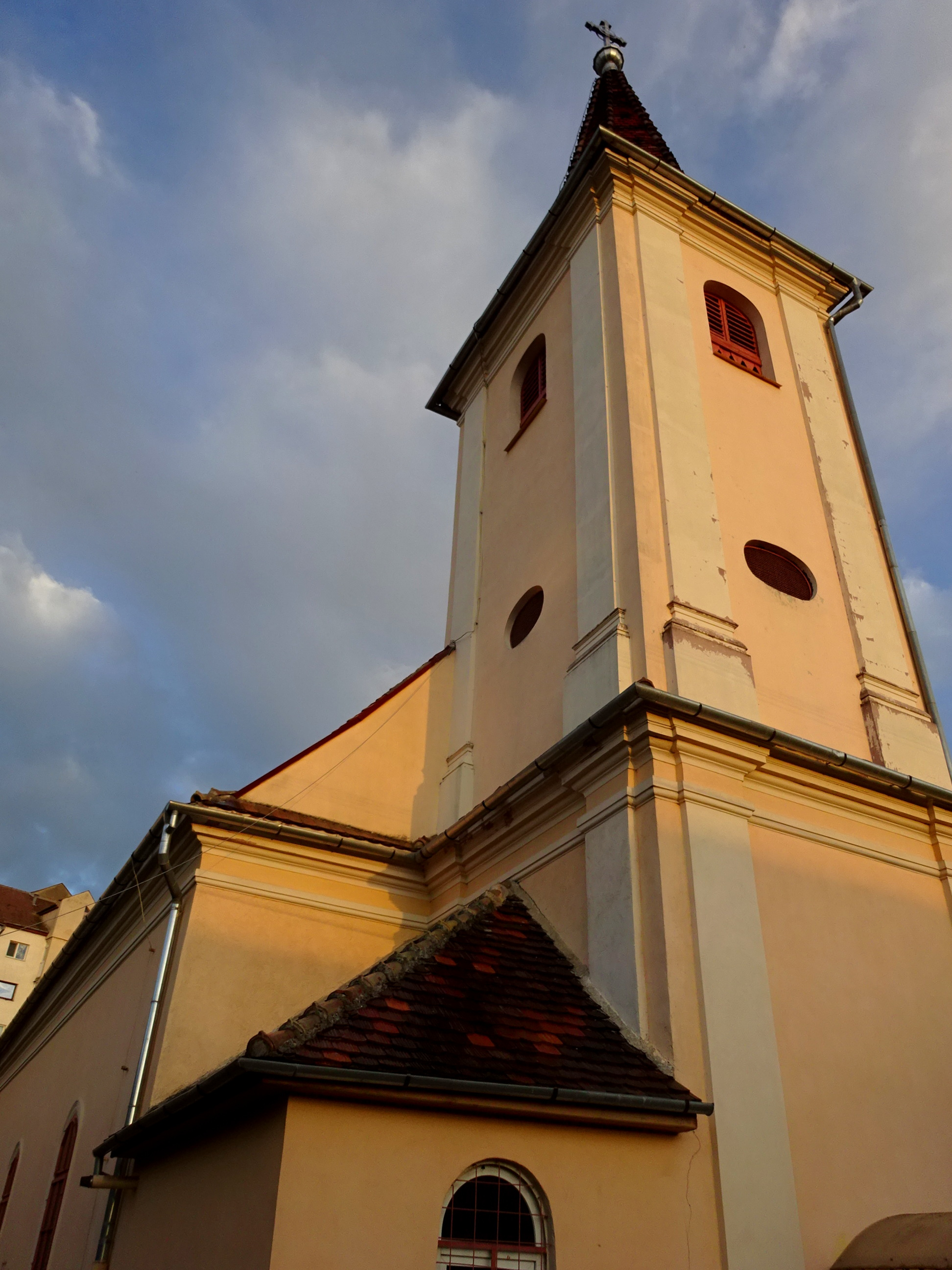
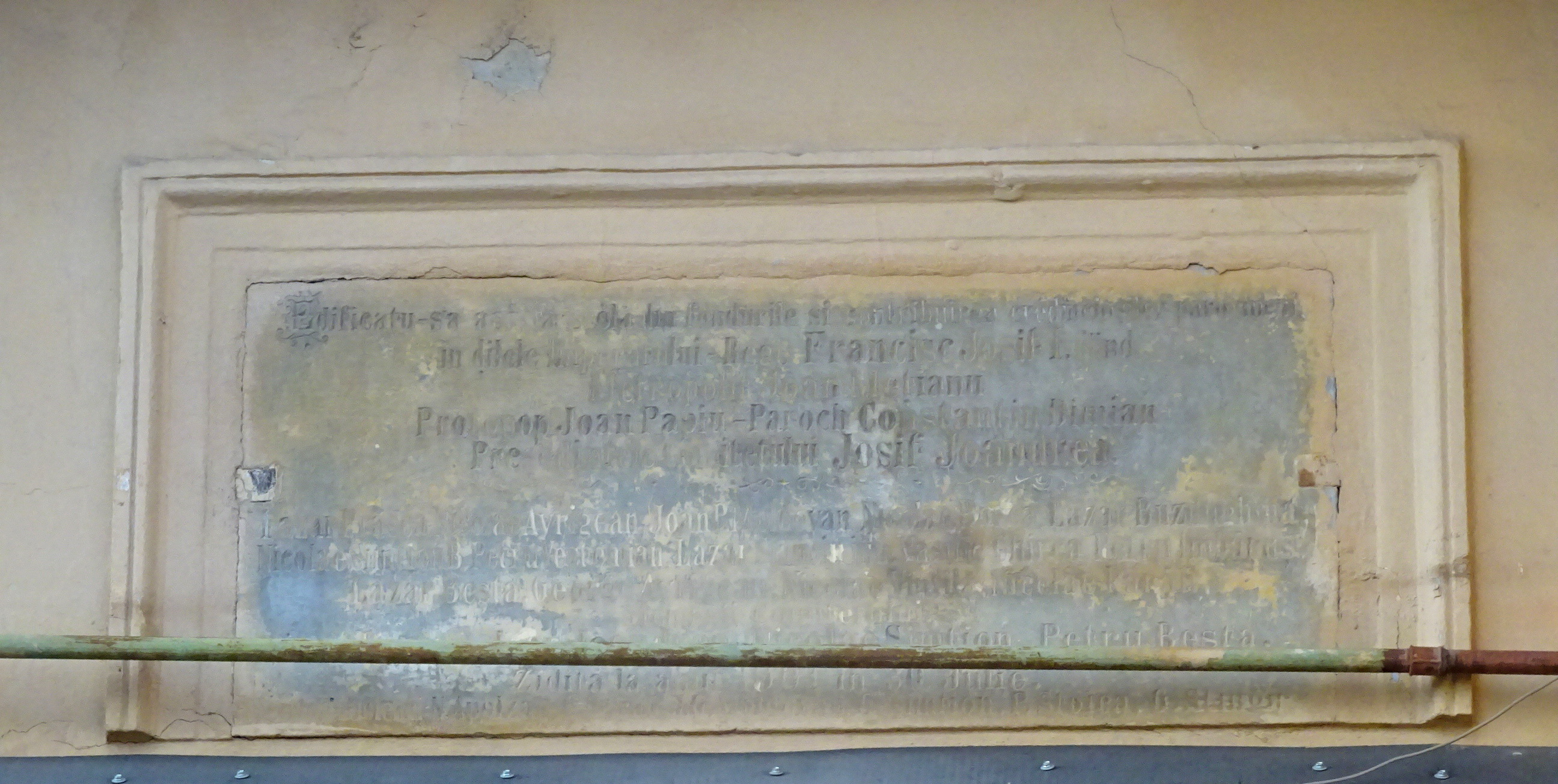
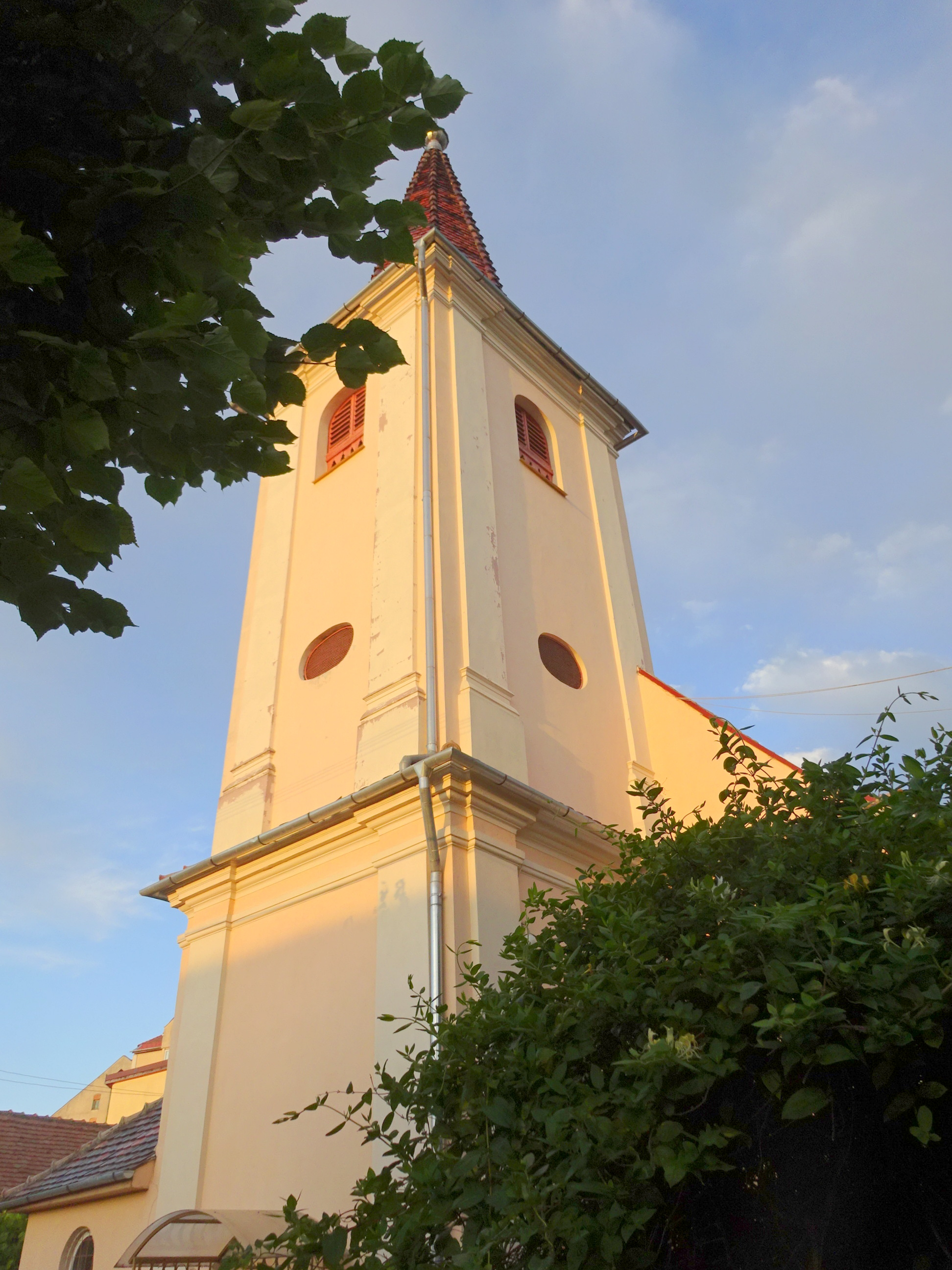
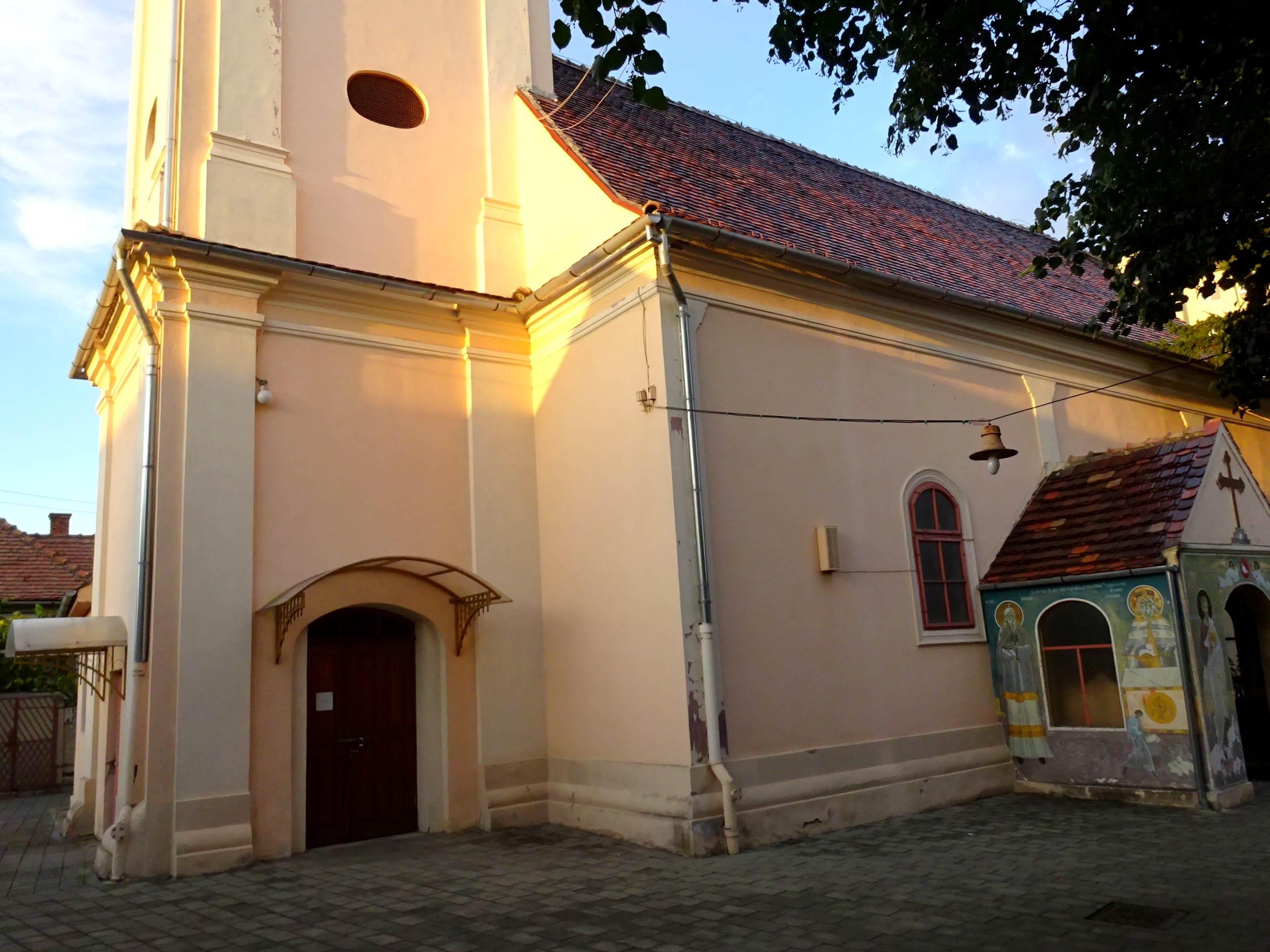